# Podagrion coeruleoviride
Podagrion coeruleoviride is een vliesvleugelig insect uit de familie Torymidae. De wetenschappelijke naam is voor het eerst geldig gepubliceerd in 1911 door Strand.